# Allwinner Technology
Allwinner Technology és una empresa xinesa de tipus fabless del sector semiconductors que dissenya sistemes de senyal mixt SoC. La companyia té la seu central a Zhuhai, Guangdong a la Xina. D'ençà la seva fundació el 2007, Allwinner ha fet el llançament de més de 15 processadors SoC dirigits a sistemes Android per a productes telèfons mòbils, tauletes, equips de foto i vídeo.

## Processadors
| Família   | Data      | Referències                               | Aplicació            |
| --------- | --------- | ----------------------------------------- | -------------------- |
| Sèrie F   | 2007-2011 | F10,F13,F18,F1E200,F1C100 i F20 (ARM9)    | Sistemes multimèdia  |
| A1x       | 2011      | A10, A13, A10s i A12 (ARM Cortex-A8)      | Tauletes i HTPC      |
| A2x i A3x | 2012-2014 | A20, A31, A33 (ARM Cortex-A7)             | Tauletes i HTPC      |
| A8x       | 2013-2014 | A80, A83T (ARM Cortex-A15)                | Tauletes i HTPC      |
| Sèrie R   | -         | R8,R16,R40,R58,R18 (ARM Cortex A7,A8,A53) | IoT                  |
| Sèrie H   | 2014      | H2,H3,H8,H64,H5,H6 (ARM Cortex-Ar, A53)   | Ordinadors monoplaca |
| 「D1」    | 2021      | XuanTie C906 64-bit RISC-V processor      | IoT                  |